# Maria Clara van Rechteren

Wapen van Rechteren

Maria Clara [des H.R.Rijksgravin] van Rechteren (Heemse, 28 juli 1777 - aldaar, 2 november 1817) was vrouwe van Heemse en Collendoorn.
Zij werd geboren als een dochter van de drost Christiaan Lodewijk [des H.R.Rijksgraaf] van Rechteren (1744-1820) en Armgerd Ebella Juliana van Raesfelt van Raesfelt, vrouwe van Heemse (1757-1780). Zij erfde via haar moeder de goederen van Pico Galenus van Sytzama, heer tot de Hofstede en Blankenhemert. Pico was een oudere broer van haar moeders moeder Clara Feyoena van Raesfelt-van Sytzama. 
Na het overlijden van haar moeder, kreeg grootmoeder Clara van Raesfelt-van Sytzama de zorg voor haar kleinkinderen. Dichteres Clara droeg gedichten op aan haar kleinkinderen: "Aan myne kleinkinderen Reinhard Izaak en Maria Clara, Graaf en Gravinne Van Rechteren".
Op 7 juli 1796 trouwde zij te Gramsbergen met jhr. Jacob van Foreest, heer van Heemse en Gramsbergen.